# Calliurichthys
Calliurichthys es un género de peces de la familia Callionymidae, del orden Perciformes. Este género marino fue descrito por primera vez en 1903 por David Starr Jordan y Henry Weed Fowler.

## Especies
Especies reconocidas del género:
- Calliurichthys izuensis (R. Fricke & Zaiser Brownell, 1993)
- Calliurichthys scaber (McCulloch, 1926)

### Lectura recomendada
- Proc. U.S. Nat. Mus., 25, 941.